# Alberto Brandi
Alberto Brandi (* 21. Juni 1951 in Florenz) ist ein italienischer Chemiker und Hochschullehrer. Die von ihm gemeinsam mit Antonio Guarna entdeckte Brandi-Guarna-Reaktion trägt seinen Namen.

## Leben und Werk
Alberto Brandi studierte nach dem Schulabschluss 1969 an der Universität Florenz Chemie. Er wurde dort 1975 bei Francesco De Sarlo mit einer Arbeit „Preparation and Polymerization of Acetonitrile Oxide“ promoviert. Nach dem Militärdienst und kurzem Schuldienst setzte er seine universitäre Laufbahn zunächst 1978 mit einem Stipendium des Consiglio Nazionale delle Ricerche fort. Er war dann weiter an der Universität tätig, bevor er von 1982 bis 1984 mit einem NATO-Stipendium zu Barry M. Trost an die University of Wisconsin-Madison wechselte. Als Assistenzprofessor ging er 1987 an die kurz zuvor gegründete Università degli Studi della Basilicata, bevor er schließlich 1990 an die Universität Florenz zurückkehrte und dort 1994 einen Lehrstuhl für organische Chemie übernahm.
Brandis Forschungsgebiete sind insbesondere synthetische Anwendungen der 1,3-dipolaren Cycloaddition von Nitronen in der Synthese von Naturstoffen und stickstoffhaltigen Heterocyclen.
Im Bereich der stereoselektiven Synthese biologisch relevanter Stoffe untersuchte er beispielsweise Synthesewege für Glucosidase-Inhibitoren, Iminozucker, Aminosäuren und β-Lactame.
Von 2012 bis 2015 gehörte er der Abteilung Organische und Biomolekulare Chemie (III) der IUPAC an.
Brandi ist Autor von mehr als 230 Originalveröffentlichungen und Reviews. Er erhielt zahlreiche Preise und Auszeichnungen.